# Valerie Bertinelli
Valerie Anne Bertinelli  (Wilmington, 23 april 1960) is een Amerikaans actrice. Ze speelde onder meer Barbara Cooper in meer dan 200 afleveringen van de komedieserie One Day at a Time, waarvoor ze zowel in 1981 als 1982 een Golden Globe won. Ze debuteerde in 1979 op het witte doek als Casey Norton in de familiefilm C.H.O.M.P.S.
Bertinellis acteercarrière speelt zich voornamelijk af op het televisiescherm. Hoewel ze maar in een paar bioscoopproducties te zien was, speelde ze in meer dan twintig televisiefilms. Tevens speelde ze na One Day at a Time opnieuw een omvangrijke rol in een televisieserie nadat ze in 1997 door de makers van Touched by an Angel werd gecast als Gloria. Eerder kreeg Bertinelli de titelrol in de serie Sydney, waarin ook onder anderen Matthew Perry en Daniel Baldwin speelden. Deze serie werd na één seizoen van dertien afleveringen stopgezet.
Bertinelli trouwde in 1981 met gitarist Eddie van Halen, met wie ze in 1991 een zoon kreeg. Hun huwelijk kwam in 2007 officieel ten einde, hoewel het stel al eerder uit elkaar ging. In 2011 trouwde ze met Tom Vitale. In 2022 scheidde ze van Vitale.
In 2012 kreeg Bertinelli een ster op de Hollywood Walk of Fame.

## Filmografie
*Exclusief 20+ televisiefilms
- True Confessions of a Hollywood Starlet (2008)
- Number One with a Bullet (1987)
- Ordinary Heroes (1986)
- C.H.O.M.P.S (1979)

## Televisieseries
*Exclusief eenmalige gastrollen
- Hot in Cleveland - Melanie Moretti (2010-2015, 129 afleveringen)
- Touched by an Angel - Gloria, the new Angel (1997-2003, 59 afleveringen)
- Café Americain - Holly Aldridge (1993-1994, 18 afleveringen)
- Sydney - Sydney Kells (1990, 13 afleveringen)
- I'll take Manhattan - Maxime 'Maxi' Amberville (1987, vier afleveringen)
- One Day at a Time - Barbara Cooper (1975-1984, 207 afleveringen)

- Bibliothèque nationale de France: cb13941067g (data)
- Catàleg d'autoritats de noms i títols de Catalunya: 981058528643106706
- Gemeinsame Normdatei: 137077130
- International Standard Name Identifier: 0000 0001 1511 7082
- Library of Congress Control Number: nr2002000960
- Système universitaire de documentation: 17197770X
- Virtual International Authority File: 81317531
- WorldCat: E39PBJrRjmfDBPgXjDFhwKDrMP